# Carex minutissima
Espèce
Classification phylogénétique
Carex minutissima est une espèce de plantes du genre Carex et de la famille des Cyperaceae.